# Джилас, Владимир
Влади́мир Джи́лас (серб. Vladimir Đilas / Владимир Ђилас; род. 3 марта 1983, Белград) — югославский и сербский футболист, нападающий.

## Биография
Начинал свою карьеру в югославской команде «Бежания», в 2005 году покинул Югославию и уехал играть в македонский клуб «Брегалница». В 2006 году переехал в Болгарию, где выступал в течение двух лет сначала за «Марек», затем за столичный «Локомотив». Потом вернулся на родину и провёл три сезона в клубе «Ягодина».
По окончании сезона 2010/11 подписал контракт с казахстанским «Актобе». В составе «Актобе» дебютировал в Лиге Европы 2011/12, проведя все четыре встречи за казахстанскую команду. В домашней встрече «Актобе» против «Алании» из Владикавказа 4 августа 2011 года забил важный гол, сравняв счёт, однако в серии пенальти не реализовал свой 11-метровый, что позволило российскому клубу пройти в следующий раунд.
В 2012 году подписал контракт с «Ордабасы», после выступал за «Вождовац» и «Металац». Летом 2014 года перешёл в «Раднички» из города Ниш, в 2015 году играл в Греции за «Эрготелис» и «Панахаики», потом за «Борац», вылетевший из Премьер-лиги Боснии и Герцеговины.
Как свободный агент присоединился к «Партизану», тренировался в фарм-клубе «Телеоптике». В январе 2017 года вызван в основную команду.

## Достижения
- Чемпион Сербии (1): 2016/17.